# المميت (أسماء الله الحسنى)
المميت هو صفة من صفات الله في الإسلام، وهي صفة ثابتة في القرآن والسنة النبوية، فالمحيي والمميت صفتان فعليتان خاصتان بالله، ومعناه: أن الله هو الذي بيده الموت، فهو الذي يميت الأحياء.

## ورود الصفة في القرآن والسنة

### في القرآن الكريم
ورد آيات كثيرة في القرآن الكريم تؤكد صفة المحيي، منها:
- ﴿كَيْفَ تَكْفُرُونَ بِاللَّهِ وَكُنْتُمْ أَمْوَاتًا فَأَحْيَاكُمْ ثُمَّ يُمِيتُكُمْ ثُمَّ يُحْيِيكُمْ ثُمَّ إِلَيْهِ تُرْجَعُونَ ۝٢٨﴾ سورة البقرة: 28
- ﴿وَهُوَ الَّذِي أَحْيَاكُمْ ثُمَّ يُمِيتُكُمْ ثُمَّ يُحْيِيكُمْ إِنَّ الْإِنْسَانَ لَكَفُورٌ ۝٦٦﴾ سورة الحج:66
- ﴿قَالُوا رَبَّنَا أَمَتَّنَا اثْنَتَيْنِ وَأَحْيَيْتَنَا اثْنَتَيْنِ فَاعْتَرَفْنَا بِذُنُوبِنَا فَهَلْ إِلَى خُرُوجٍ مِنْ سَبِيلٍ ۝١١﴾ سورة غافر:11

### في السنة النبوية
- عن حذيفة بن اليمان قال:[2] «كان النَّبيُّ ﷺ إذا أوى إلى فراشِه قال: (اللَّهمَّ باسمِك أموتُ وأحيا) وإذا استيقَظ قال: ( الحمدُ للهِ الَّذي أحيانا بعدَما أماتنا وإليه النُّشورُ»
- عن جابر بن عبد الله:[3] «أنَّ رسولَ اللَّهِ ﷺ ذَهَبَ إلى الصَّفا فرقى علَيها حتَّى بدا لَهُ البيتُ، ثمَّ وحَّدَ اللَّهَ عزَّ وجلَّ، وَكَبَّرَه وقالَ: لا إلَهَ إلَّا اللَّهُ، وحدَهُ لا شريكَ لَهُ، لَهُ الملكُ ولَهُ الحمدُ، يُحيي ويميتُ وَهوَ على كلِّ شيءٍ قديرٌ. ثمَّ مشى حتَّى إذا انصبَّت قدماهُ، سعى حتَّى إذا صعِدت قدماهُ مَشى حتَّى أتى المروةَ ففَعلَ عليها كما فعلَ على الصَّفا، حتَّى قَضى طوافَهُ»

### الأقوال في معناه
- قال البيهقي: «المميت: هو الذي يميت الأحياء، ويوهي بالموت قوة الأقوياء.»[4]
- قال أبو إسحاق الزجاج: "‌المميت الله تعالى خلق الموت كما أنه خالق الحياة لا خالق سواه استأثر بالبقاء وكتب على خلقه الموت".[5]
- قال الزجاجي: " المحيي ‌المميت: المحيي: اسم الفاعل من أحيا يحيى فهو محي، والمميت: اسم الفاعل من أمات يميت فهو مميت، فالله عز وجل المحيي ‌المميت.[6]
- قال الخطابي: "المميت: هو الذي يميت الأحياء ويوهن بالموت قوة الأصحاء الأقوياء {يُحۡيِۦ وَيُمِيتُۖ وَهُوَ عَلَىٰ كُلِّ شَيۡءٖ قَدِيرٌ}[7] تمدح سبحانه بالإماتة كما تمدح بالإحياء ليعلم أن مصدر الخير والشر والنفع والضر من قبله وأنه لا شريك له في الملك استأثر بالبقاء وكتب على خلقه الفناء.[8]
- قال الحليمي: في معنى المحيي: "إنه جاعل الخلق حيا بإحداث الحياة فيه"، وقال في معنى ‌المميت: "إنه جاعل الخلق ميتا بسلب الحياة وإحداث الموت فيه".[9]

اسم الله المميت هو من الأسماء المزدوجة: قال محمد بن خليفة التميمي:
| المميت (أسماء الله الحسنى) | ضابط الأسماء المزدوجة هو ما لا يطلق على الله بمفرده، بل مقروتا بمقابله؛ لأن الكمال في اقتران كل اسم منها بما يقابله. مثل: (الضار النافع، المعطي المانع، المحيي ‌المميت). فهذه الأسماء تجري الأسماء منها مجرى الاسم الواحد الذي يمتنع فصل بعض حروفه عن بعض، فهي وإن تعددت جارية مجرى الاسم الواحد، ولذلك لا تطلق عليه إلا مقترنة. والسبب في ذلك أن الكمال إنما يحصل في الجمع بين الاسمين لما فيه من العموم والشمول الدال على وحدانية الله، وأنه وحده يفعل جميع الأشياء، فهو سبحانه المتفرد بالربوبية وتدبير الخلق والتصرف فيهما عطاءً ومنعًا، ونفعًا وضرا، وإحياءً وإماتةً. ولذلك لو قلت: يا ضارُّ، يا مانع، يا مميت، وأخبرت بذلك لم يكن القائل مثبتا عليه ولا حامداً له حتى يذكر مقابلها. | المميت (أسماء الله الحسنى) |

## وصلات خارجية
- اسم الله المحيي المميت، شرح أسماء الله الحسنى، محمد راتب النابلسي